# 海老沼さくら
Sakura（さくら、1998年11月18日 - ）は、日本の女性ファッションモデル。身長169cm。
神奈川県出身。number eight所属。2016年「東レキャンペーンガール」。

## 略歴
2014年3月、芸能活動を開始。
2015年10月21日、公式ブログ「Cherry Blossom」を開設。
2016年度の「東レキャンペーンガール」に選ばれ、2015年10月29日にお披露目された。

## 人物
両親、兄が1人、弟が2人の6人家族。柴犬のハチを飼う。
｢さくら｣の名は、映画「男はつらいよ」の主人公・車寅次郎の妹の諏訪さくらに由来する。
中学3年間、部活動で励んだバスケットボールでは、市選抜最優秀選手に選ばれた。10年間のクラシックバレエ経験を持つ。

## 出演

### テレビ
- ワイドナショー ワイドな現役高校生(フジテレビ）不定期出演 [要出典]
- ABChan ZOO （テレビ東京） - ゲスト出演[要出典]
- ビーバップ!ハイヒール（ABC朝日放送） - ゲスト出演[要出典]

### ラジオ
- まりカフェ（2016年2月5日、OBCラジオ大阪） - ゲスト出演[要出典]

### ショー
- 2016新作水着合同展示発表会 ファッションショー（2015年11月11日） - 特別ゲスト[7]

## 書籍

### 雑誌連載
- 小学館 CanCam（2016年2月23日発売 4月号～）雑誌モデルとしてデビュー[要出典]
- 小学館 週刊ビッグコミックスピリッツ 表紙&巻頭（2016年10月31日）[8]